# Lutherweg Sachsen-Anhalt

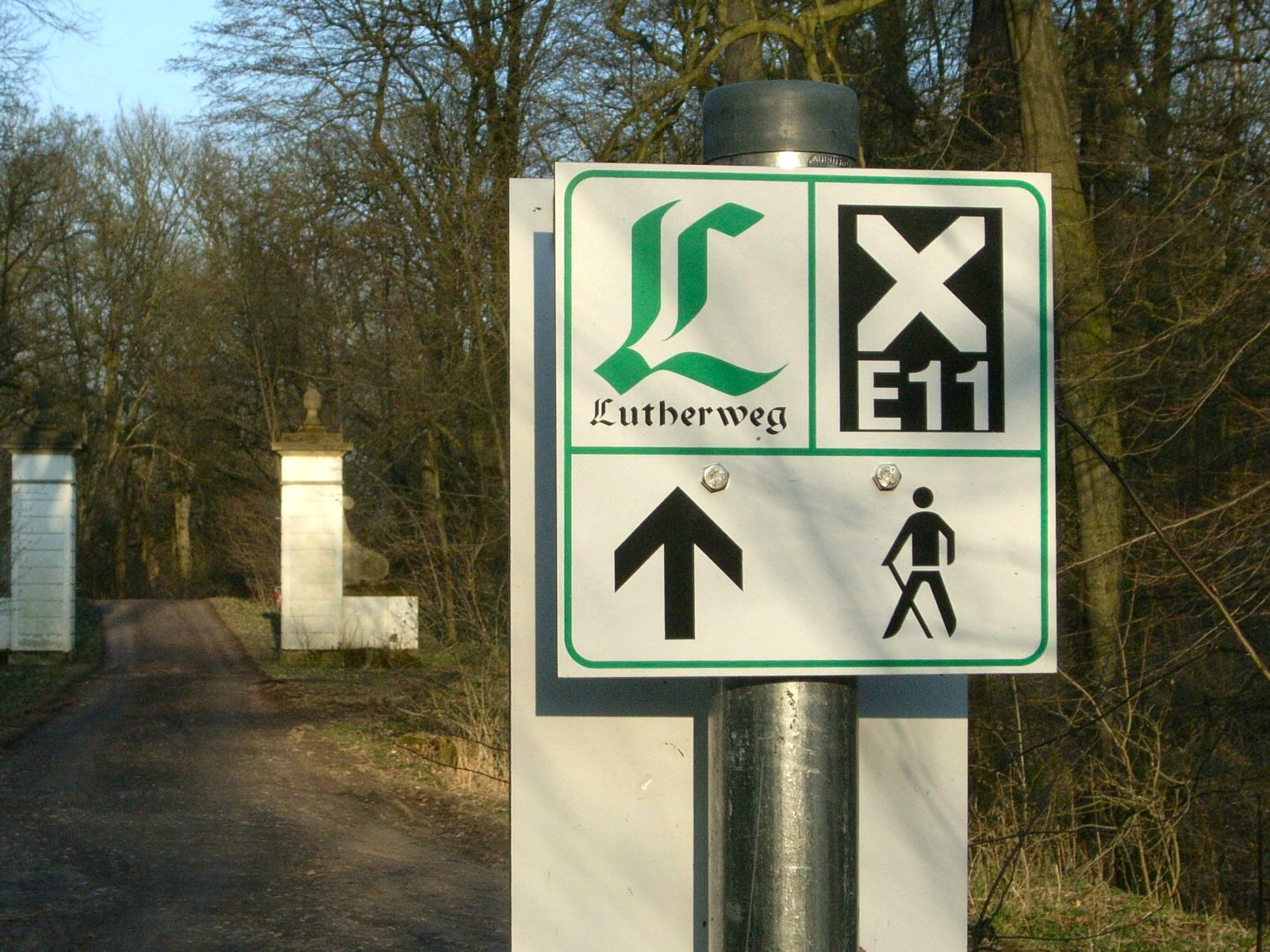
Wegzeichen vom Lutherweg und Europäischer Fernwanderweg E11 am Sieglitzer Berg

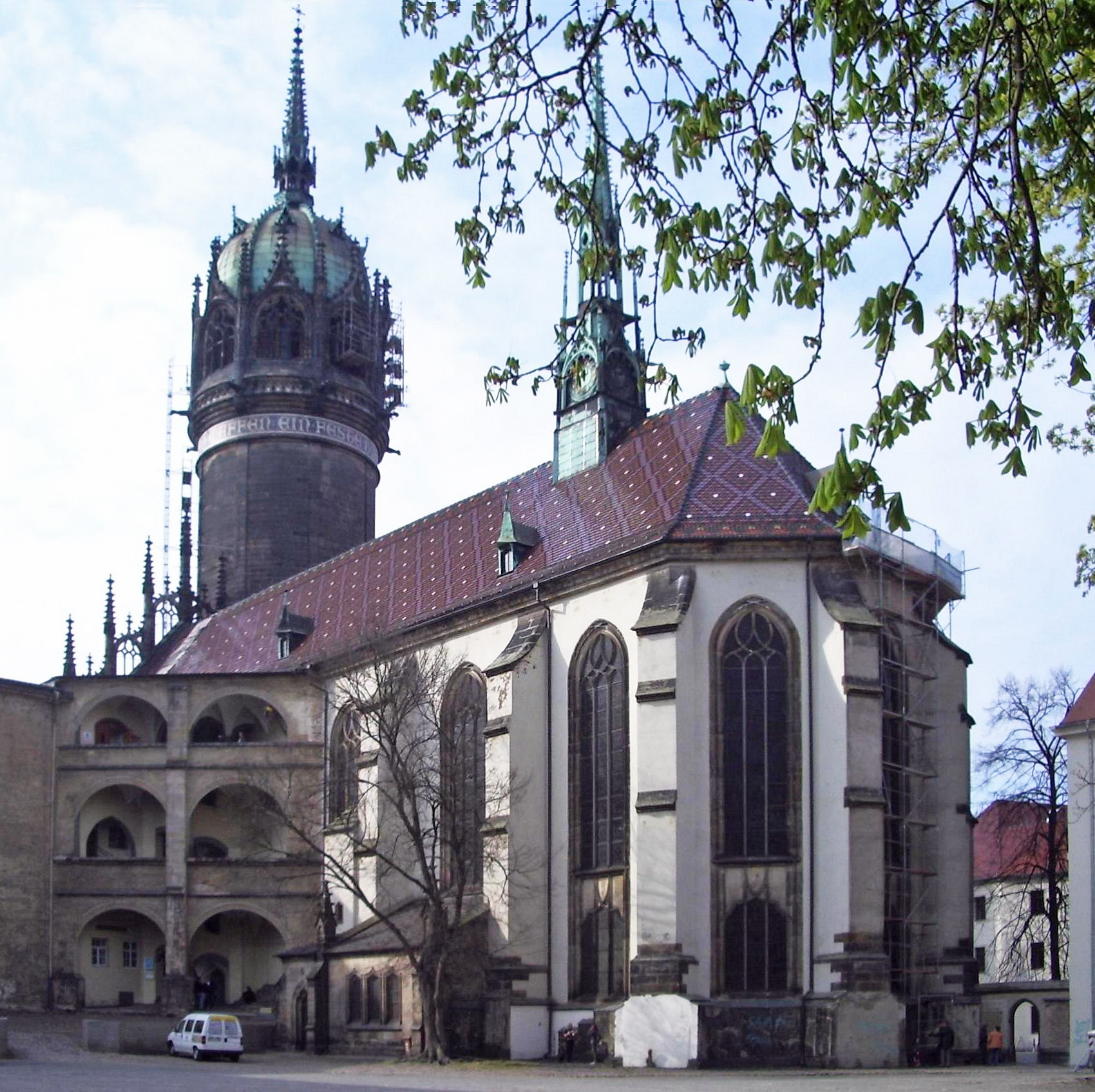
Schlosskirche in Wittenberg

Der Lutherweg Sachsen-Anhalt ist eine 410 km lange Pilgerroute von Wittenberg über Eisleben nach Mansfeld. Das Landesprojekt zur Lutherdekade (2008–2017) diente der Vorbereitung des Jubiläums „500 Jahre Reformation“ im Jahr 2017. Auf zwei Routen mit 34 Stationen wie der Paul-Gerhardt-Kapelle in Gräfenhainichen, dem Wörlitzer Park, den Franckeschen Stiftungen in Halle und der Dübener Heide wird des Wirkens des Reformators Martin Luther gedacht.
Die gesamte Strecke ist mit einem „L“ gekennzeichnet und wurde am 28. März 2008 eröffnet.
Angeregt wurde die Initiative vom früheren Honorarkonsul von Botswana, Wolf von Bila (1941–2012), der die evangelische Kirche, Tourismusverbände und den Gebirgs- und Wanderverein Sachsen-Anhalt zur Unterstützung des Vorhabens gewinnen konnte. Die Schirmherrschaft hat der ehemalige Bischof der Evangelischen Kirche Berlin-Brandenburg-schlesische Oberlausitz und frühere Ratsvorsitzende der Evangelischen Kirche in Deutschland, Wolfgang Huber, übernommen.
Der Lutherweg wurde 2009 vom Bundesverkehrsministerium mit dem Nationalen Preis für integrierte Stadtentwicklung und Baukultur ausgezeichnet.
Im August 2010 vereinbarten die Regierungen von Sachsen und Sachsen-Anhalt die Erweiterung des Lutherweges in Richtung Sachsen. Durch die Verlängerung der bestehenden Route wurden Bad Düben, Eilenburg, Leipzig, Altenburg (mit Anschluss zum Lutherweg in Thüringen) und Zwickau Stationen des westlichen Zweigs. Der östliche Zweig führt von Zwickau über Grimma und Torgau zurück nach Wittenberg.